# Президентские выборы в Чили (2017)
Президентские выборы в Чили проходили 19 ноября 2017 года в один день с парламентскими выборами (1-й тур) и 17 декабря (2-й тур). Было зарегистрировано 8 кандидатов, во 2-й тур вышли бывший президент Себастьян Пиньера и Алехандро Гильер, выдвинутый от правящей коалиции.

## Кандидаты
Подача кандидатур закончилась 1 сентября. Национальная избирательная комиссия утвердила всех кандидатов 12 сентября 2017 года.
Всего было зарегистрировано 8 кандидатов в президенты:
- Эдуардо Артес, учитель, лидер коалиции «Патриотический союз» (КПЧ (ПД)-МИР).
- Марко Энрикес-Оминами, Прогрессивная партия.
- Каролина Гоич, сенатор, лидер Христианско-демократической партии.
- Алехандро Гильер, независимый сенатор и журналист, выдвинут правящей левоцентристской коалицией «Новое большинство». Его поддержали: Партия за демократию, Социалистическая партия Чили, Социал-демократическая радикальная партия Чили, Коммунистическая партия Чили.
- Хосе Антонио Каст, независимый правый политик.
- Алехандро Наварро, сенатор, кандидат от партии País.
- Себастьян Пиньера, бывший президент Чили (2010—2014). Кандидат от правоцентристской коалиции «Чили, вперед!».
- Беатрис Санчес, журналистка, выдвинута коалицией «новых левых» партий и движений «Широкий фронт».

## Результаты
| Кандидат                            | Партия/Коалиция                    | 1-й тур   | 1-й тур | 2-й тур   | 2-й тур |
| Кандидат                            | Партия/Коалиция                    | Голоса    | %       | Голоса    | %       |
| ----------------------------------- | ---------------------------------- | --------- | ------- | --------- | ------- |
| Себастьян Пиньера                   | беспартийный/Чили, вперед!         | 2 417 216 | 36,64 % | 3 795 896 | 54,57 % |
| Алехандро Гильер                    | беспартийный/Сила большинства      | 1 497 118 | 22,70 % | 3 160 225 | 45,43 % |
| Беатрис Санчес                      | беспартийная/Широкий фронт         | 1 336 824 | 20,27 % |           |         |
| Хосе Антонио Каст                   | беспартийный/ —                    | 523 213   | 7,93 %  |           |         |
| Каролина Гоич                       | Христианско-демократическая партия | 387 780   | 5,88 %  |           |         |
| Марко Энрикес-Оминами               | Прогрессивная партия               | 376 471   | 5,71 %  |           |         |
| Эдуардо Артес                       | Патриотический союз                | 33 690    | 0,51 %  |           |         |
| Алехандро Наварро                   | País                               | 24 019    | 0,36 %  |           |         |
| Всего действительных бюллетеней     | Всего действительных бюллетеней    |           | 100,00  |           | 100,00  |
| Недействительные бюллетеней         |                                    |           |         |           |         |
| Пустых бюллетеней                   |                                    |           |         |           |         |
| Всего                               | Всего                              |           | 100,00  |           | 100,00  |
| Зарегистрированных избирателей/Явка |                                    |           |         |           |         |
| Источник:                           |                                    |           |         |           |         |